# 安吉站
安吉站位于中华人民共和国浙江省湖州市安吉县天子湖镇高禹村，2020年6月28日随商杭客运专线合肥至湖州段开通而启用。车站距离安吉县城约24公里，距天子湖镇约3.5公里。

## 车站结构
安吉站规划站房面积约10000平方米，站房为线侧平式。站场规模为2台4线。
- 一层候车大厅
- 二层候车大厅
- 二层检票口
- 车站站台